# Кацир, Эфраим
Эфраим Кацир (урожд. Качальский; ивр. אפרים קציר‎; 3 (16) мая 1916, Киев, Российская империя — 30 мая 2009, Реховот, Израиль) — израильский государственный деятель, четвёртый президент Израиля (1973—1978). Биофизик, лауреат Премии Израиля по биологии 1959 года, большинство научных работ опубликовал под первоначальным именем Эфраим Качальский.

## Биография
Эфраим Качальский родился в Киеве в 1916 году. В возрасте 6 лет мигрировал вместе со своей семьей в Палестину. Впоследствии семья Качальского переехала в Иерусалим, где Эфраим поступил в Еврейский университет. Качальский интересовался ботаникой, зоологией и бактериологией, но затем окончательно сосредоточился на изучении биохимии и органической химии. В 1941 году он защитил кандидатскую диссертацию по теме синтеза простых полимеров аминокислот. Получил докторскую степень в 1941 году. После 1945 года он продолжил свое образование в Бруклинском политехническом институте, затем в Колумбийском и Гарвардском университетах, после чего вернулся в Израиль.
Качальский продолжал работать в Еврейском университете в Иерусалиме до 1948 года. В 1948 году он получил приглашение от Хаима Вейцмана вести научную деятельность в Институте имени Вейцмана в Реховоте, где Эфраим основал кафедру биофизики.
В 1973 году Качальский победил на выборах и стал четвёртым президентом Израиля, этот пост он занимал до 1978 года. Перед президентскими выборами он изменил свою фамилию с Качальского на Кацира. После окончания президентского срока он вернулся к своим исследованиям в Институте имени Вейцмана, где стал профессором. Он также посвятил себя поддержке биотехнологических исследований и основал факультет биотехнологии в Тель-Авивском университете. Кацир также известен своей деятельностью по организации и поддержке кафедр еврейской истории и теологии в зарубежных университетах.
Эфраим Кацир умер в своем доме в Реховоте на 94-м году жизни 30 мая 2009 года.

## Политическая деятельность
Ещё подростком вступил в ряды движения «Социалистическая молодежь». Несколько лет он был инструктором в социалистическом движении «А-Ноар а-овед».
В 16 лет стал командиром роты еврейской подпольной военизированной организации «Хагана», эта организация была частью сил самообороны в Ишуве. В «Хагане» Качальский занимался разработкой взрывчатых веществ и организацией подпольного производства оружия. В 1939 году он стал унтер-офицером после прохождения военной подготовки в «Хагане».
В мае 1948 года в самом разгаре израильской войны за независимость Кацир был назначен главой научной группы, которая занималась разработкой вооружения для Армии обороны Израиля.
Кацир был выбран четвёртым президентом Израиля в 1973 году. Спустя шесть месяцев после инаугурации Кацира Израиль подвергся агрессии со стороны Египта и Сирии (война Судного дня, 6—24 октября 1973). 4 года спустя Египет из врага превратился в партнёра Израиля и Кацир был первым, кто поприветствовал египетского президента Анвара Садата, когда тот абсолютно неожиданно прибыл в Израиль в 1977 году.

## Научные труды
В начале своей научной деятельности Кацир занимался синтезом полиаминокислот и изучением их химических и физических свойств. В одной из первых статей Кацира, которая принесла ему сразу же признание всего научного сообщества, было показано, что синтезированный поли-L-лизин расщепляется трипсином. На основе этих результатов Кацир сделал вывод о том, что с помощью полиаминокислот можно создавать модельные соединения со свойствами близкими к свойствам природных белков. Впоследствии Кациром были синтезированы полиаминокислоты для аргинина, пролина, аспарагиновой кислоты и т.д. На основе изучения их физических и химических свойств были получены многие данные о структуре белков. Были получены первые данные об образовании различных структур в белках: спиралей и складчатых β-конформаций. Также было обнаружено, что возможно образование как правозакрученных, так и левозакрученных спиралей в зависимости от конформации (транс- или цис) пептидной связи. С помощью этих соединений были оценены вклады различных молекулярных сил в стабилизацию белков, например, была выяснена роль водородных, гидрофобных взаимодействий.  Также на основе полиаминокислот изучались процессы денатурации белков.
Другая обширная область, в которой работал Кацир, была связана с его работой по иммобилизации ферментов. В 1960 году он смог иммобилизовать хорошо изученное производное трипсина с сохранением ферментативной активности фермента и повышением его стабильности. После такого успеха последовала целая череда разработок других иммобилизованных нерастворимых ферментов, например, химотрипсин, папаин, уреаза, щелочная фосфатаза, а также получения различных конъюгатов ферментов с мембранами. Работа в этом направлении дала фундамент для создания новой области знаний, которую мы сейчас называем ферментативной инженерией.

## Семья
Старший брат Кацира, Аарон Кацир, является признанным химиком. Работал вместе с Эфраимом в Институте имени Вейцмана в Реховоте, где возглавлял кафедру высокомолекулярных соединений. Аарон занимал свою должность вплоть до трагической смерти в 1972 году, он погиб во время японской террористической атаки в аэропорте имени Бен-Гуриона, в Тель-Авиве.

## Популяризация науки
С самого начала Кацир был серьёзно вовлечён в популяризацию науки. Будучи ещё студентом, он организовывал серию лекций по различным вопросам современной науки для широкой публики в Еврейском университете в Иерусалиме. Он часто организовывал встречи с детьми, чтобы поощрять их интерес к исследованиям.

## Награды и признание
Профессор Кацир был членом Израильской академии естественных и гуманитарных наук и других учебных заведений как в Израиле, так и за границей, включая Королевский институт Великобритании, Лондонское королевское общество, Национальную академию наук США, а также Французскую академию наук, Аргентинскую академию наук и Всемирную академию искусств и науки. Он также был приглашенным профессором в Гарвардском университете, Калифорнийском университете в Лос-Анджелесе и других университетах.
- 1950 — Премия Вейцмана за исследования в области точных наук
- 1959 — Премия Израиля
- 1960 — Ротшильдовская премия
- 1976 — Мемориальные лекции Вейцмана
- 1985 — Премия Японии